# Радикондоли
Радикондоли (итал. Radicondoli) је насеље у Италији у округу Сијена, региону Тоскана.
Према процени из 2011. у насељу је живело 510 становника. Насеље се налази на надморској висини од 492 м.

## Становништво
Према резултатима пописа становништва 2011. у општини је живело 931 становника.
| 1931. | 1936. | 1951. | 1961. | 1971. | 1981. | 1991. | 2001. | 2011. |
| ----- | ----- | ----- | ----- | ----- | ----- | ----- | ----- | ----- |
| 3.420 | 3.420 | 3.227 | 2.210 | 1.320 | 1.102 | 1.032 | 978   | 931   |